# HD 162826
Coordenadas:  17h 51m 14.02204s, +40° 04′ 20.8772″
HD 162826 (HR 6669, HIP 87382) es una estrella en la constelación de Hércules. Se encuentra a 110 años luz de la Tierra (34 parsecs). Con una magnitud aparente de 6.46, la estrella puede ser vista con binoculares y con un telescopio de baja potencia guiandose por referencia a la cercana Vega en la constelación de Lyra. Es un 15 % más masiva que el Sol, y un poco más caliente la temperatura de su superficie. No se le conocen planetas; el estado actual del conocimiento excluye a los "Júpiter calientes", y sugiere que un planeta más distante que Júpiter sería raro, pero los planetas rocosos son posibles. El espectro de la estrella ha estado bajo observación previamente.
La estrella es considerada un hermano estelar del Sol y es la primera que ha sido descubierta. Los hermanos estelares son esas estrellas que se formaron a partir de la misma nube de gas y en el mismo cúmulo de estrellas; el término fue introducido en 2009. El Sol es una estrella G2V con una temperatura de 5778 K y tiene 4600 millones de años de edad.

## Clúster original
En 2014, astrónomos de la Universidad de Texas en Austin, anunciaron que el HD 162826 "casi seguramente" es uno de lo que pueden ser de miles de "hermanos" del Sol, que emergieron de la misma guardería estelar hace unos 4500 millones de años. A esta conclusión han llegado a determinar que tiene la misma composición química que el Sol, incluyendo elementos raros como el bario y el itrio, y mediante la determinación de su órbita se proyectó hacia atrás de sus revoluciones alrededor del centro galáctico. El descubrimiento de un primer hermano estelar del Sol buscando específicamente elementos raros puede hacer que sea más fácil identificar a los otros hermanos en el futuro. Sin embargo, la estrella HD 162826 es probablemente el hermano estelar más cercano. No se esperaba que uno de sus hermanos se encontraría en esta distancia tan relativamente corta; el estudio que identificó esta estrella trabajó en un conjunto de datos de sólo 100.000 estrellas, en la preparación de los datos sobre miles de millones de estrellas que se espera registre el Telescopio Espacial Gaia dentro de cinco a diez años.
El investigador principal Ivan Ramírez explicó la importancia de encontrar solar hermanos: "queremos saber donde nacimos. Si podemos averiguar en qué parte de la galaxia el Sol se formó, se pueden limitar las condiciones en los inicios del sistema solar. Que nos podrían ayudar a entender por qué estamos aquí". También dijo que no había una "pequeña, pero no cero" posibilidades de que los planetas con vida podrían órbitar hermanos solares, debido a que durante las frecuentes colisiones durante la formación planetaria el material podría haber viajado de un sistema a otro. Él dijo a los hermanos podrían ser "la clave de los candidatos en la búsqueda de vida extraterrestre. Un escenario para la transferencia de vida por este medio podría requerir de la vida o de una molécula precursora protegida de la radiación durante millones de años, latente dentro de un saliente pedazo de planetario escombros de un metro o más de diámetro, que es producido por un impacto de un meteorito, hasta que impacte en un planeta diferente. Un caso poco probable de que podría haber transferido la vida de otro planeta a la Tierra o viceversa.
El clúster en el que HD 162826 y el Sol se formaron, se cree que fue un cúmulo abierto, permitiendo a las estrellas esparcirse ampliamente a lo largo del tiempo. Las estrellas en este cúmulo no estaban demasiado apretadas durante su formación para interrumpir el desarrollo de un disco planetario, pero no tan lejos como para impedir la siembra de la Tierra con elementos radiactivos producidos por una cerca de supernova.

## Comparación con el Sol
Este gráfico compara el Sol con HD 162826.
| Identificador | J2000 Coordenadas            | J2000 Coordenadas | Distancia (ly) | Estelar clase | La temperatura (K) | Metalicidad (dex) | Edad (Gyr) | Notas |
| Identificador | A la derecha de la ascensión | Declinación       | Distancia (ly) | Estelar clase | La temperatura (K) | Metalicidad (dex) | Edad (Gyr) | Notas |
| ------------- | ---------------------------- | ----------------- | -------------- | ------------- | ------------------ | ----------------- | ---------- | ----- |
| Sol           | —                            | —                 | 000            | G2V           | 5778               | +0.00             | 4.6        | [ 4 ] |
| HD 162826     | 17 h 51 m 14.02 s            | +40°04′20.877″    | 100            | F8V           | 6210               | +0.03             | 4.5        |       |